# Georg Puppe
Georg Puppe (* 4. Februar 1867 in Kraatzen bei Pyritz; † 20. November 1925 in Breslau) war ein deutscher Rechts- und Sozialmediziner.

## Leben
Georg Puppe besuchte in Küstrin das Raths- und Friedrichs-Gymnasium, wo er 1884 sein Abitur machte. Anschließend studierte er Medizin in Berlin und Göttingen. 1887 wurde er Mitglied der Burschenschaft Brunsviga. 1888 machte Puppe in Berlin sein Examen und promovierte noch im selben Jahr mit dem Thema: "Untersuchungen über die Folgezustände nach Abortus". Von 1888 bis 1891 arbeitete er in der Richterschen Irrenanstalt in Berlin-Pankow und im Anschluss in der Inneren Medizin des Urban-Krankenhauses in Berlin unter Albert Fraenkel. Ab 1894 war er dort Assistenzarzt in der Chirurgie bei Werner Körte. Von 1895 bis 1896 war er Assistent von Eduard Ritter von Hofmann am Institut für Gerichtsmedizin der Universität Wien, wo er sich am 30. Juli 1898 habilitierte.
Am 24. Februar 1903 wurde Georg Puppe in der Nachfolge von Karl Seydel als Extraordinarius und Direktor an das neu geschaffene Institut für Gerichtsmedizin der Albertus-Universität Königsberg berufen. 1921 nahm er als Nachfolger von Adolf Lesser den Posten des Direktors des Instituts für Gerichtsmedizin der Schlesischen Friedrich-Wilhelms-Universität in Breslau an, die er bis zu seinem Tod innehatte. Noch kurz zuvor war sein Lehrauftrag auf sein Wirken auf das von ihm wesentlich mitbegründete Fachgebiet der Sozialmedizin erweitert worden. Georg Puppe starb im Alter von 57 Jahren an einer Lungenembolie.
Sein Grab befand sich auf dem Dom-Friedhof II in Berlin-Wedding und ist nicht erhalten.

## Werk
Die Entstehung einer präventiven Sozialmedizin trieb er ab Beginn der 1920er Jahre von Breslau aus voran. Neben seiner Beteiligung an Gesetzgebungsverfahren, wie etwa der auf seine Gutachtenstätigkeit zurückgehenden Anhebung des Strafmündigkeitsgrenze durch das am 16. Februar 1923 neu erlassene Jugendgerichtsgesetz auf 14 Jahre sowie der Publikation zahlreicher Beiträge und Lehrbücher war er auch Mitherausgeber der "Zeitschrift für die gesamte Gerichtsmedizin". Gemeinsam mit Carl Ipsen und Julius Kratter aus Oesterreich sowie Adolf Lesser, Fritz Strassmann und Emil Ungar gründete Puppe am 20. September 1904 in Meran die Deutsche Gesellschaft für Gerichtliche Medizin, die Vorläuferorganisation der heutigen Deutschen Gesellschaft für Rechtsmedizin. 1910 wurde er zu ihrem Präsidenten berufen.
Seine wohl bekannteste Entdeckung ist die nach ihm benannte Puppe'sche Regel, die es erlaubt, die Abfolge der Einschläge eines stumpfen Gegenstands auf dem menschlichen Schädel anhand einer Analyse der Bruchkanten festzulegen.
Unter seinen Schülern finden sich Martin Nippe, Victor Müller-Heß, Herwart Fischer und Friedrich Pietrusky.

## Veröffentlichungen (Auswahl)
- Traumatische Todesursachen In: R. Kutner: Gerichtliche Medizin – Zwölf Vorträge, Sonderabdruck zum Klinischen Jahrbuch Nr. 6 Jena, Verlag Gustav Fischer, 1903, S. 65–84.
- Über die Priorität der Schädelbrüche In: Ärztliche Sachverständigen-Zeitung 20, 1914, S. 307–309
- Atlas und Grundriss der Gerichtlichen Medizin unter Benutzung von E.v. Hofmann's Atlas der gerichtlichen Medizin. 2 Bde. In: Lehmann's Med. Atlanten München, 1908